# Valene Maharaj
Valene Maharaj (Gasparillo, 25 de abril de 1986) es una modelo trinitense que fue coronada Miss Trinidad y Tobago, y Miss World of the Caribbean en 2007, siendo la segunda trinitense en recibir este título después de Michelle Khan en 1995. También participó en Miss Mundo 2007.

## Biografía
Originaria de Gasparillo, Trinidad y Tobago. De ascendencia india, es hermana de una familia de cuatro hijos. Creció en la comunidad de Claxton Bay. Permaneció activa en el negocio de la moda desde sus dieciséis años. Su carrera como modelo comenzó cuando ganó el Caribbean Model Search, que la llevó en 2003 para la semana de la moda en Jamaica. Desde entonces, ha realizado campañas publicitarias para Micles, modeladas en programas para diseñadores locales como Peter Elias y Meiling.
Ganó el título de Miss Trinidad y Tobago 2007 imponiéndose sobre otras seis concursantes. En ese mismo año, al ser la representante caribeña mejor clasificada, recibiendo el título de Miss Mundo Caribe 2007, representó a esta región en el concurso Miss Mundo realizado en China quedando seleccionada en el grupo de cinco finalistas, terminando en el cuarto lugar en la competencia.
En 2006, empezó a cursar una licenciatura en administración de empresas y marketing en la Universidad de Nuevo Brunswick, que completó en 2011. Se casa con Vishal Maharaj según los ritos hindúes el 7 de septiembre de 2012 en Chaguaramas, Trinidad y Tobago.